# Шейнгезихт, Эдуард Вениаминович
Эдуард Вениаминович Шейнгезихт (1940—1979) — российский кинооператор и режиссёр. Заслуженный деятель искусств Бурятской АССР (1973). Член КПСС.

## Биография
Окончил ЛИКИ (1964), операторский факультет ВГИКа (1972, мастерская П. Ногина).
С 1958 по 1967 год — ассистент оператора, с 1967 по 1979 год — оператор и режиссёр Свердловской киностудии.
Скончался 5 января 1979 года. Похоронен на Широкореченском кладбище.

## Фильмография

### Оператор
- 1967 — Трембита
- 1968 — Вика яровая
- 1969 — Окно в мир
- 1970 — Волокнистый камень
- 1970 — В зубровом питомнике
- 1971 — В заповеднике Аскания-Нова
- 1971 — Магнит и сталь
- 1971 — Ферменты — наши друзья
- 1971 — За ленинское отношение к природе
- 1972 — Верный друг северян
- 1972 — Россия промышленная
- 1972 — Советская Бурятия
- 1972 — Белая лошадь

### Режиссёр
- 1974 — Кто сварит кашу? (фильм) (сценарий — Зеэв Вольфсон)
- 1975 — Инженер Шухов (фильм)[1]
- 1976 — Нива Терентия Мальцева
- 1977 — Государственный человек (фильм)
- 1977 — Начальник депо (фильм)
- 1978 — Угличский эксперимент (фильм)